# 三八 (俗語)
三八是閩南語中對女人舉止輕浮，做事魯莽、瘋瘋癲癲、不夠莊重、到處八卦之貶稱，源自歌仔戲的行當之一（歌仔戲稱彩旦為「三八」、男丑為「三花」）。與稱女子不同，闽南稱男子「三八兄弟」，則是指對方見外，或者太過客氣的意思，一般用在好友身上。有關「三八」一稱，指當初中國剛開港通商時1840年代初，只開放外國人每月8號、18號、28號可以進广州城，其他時間必須待在城外特定區域居住及限定與中國特定商賈進行交易，因此少見到外國人的本地人稱呼外國人進城為「看三八」。在香港，由於「三八」與當地人稱呼令人討厭的女生作「八婆」的叫法相近，香港人往往會把兩者視為同義。這在港產片的中文字幕中很常見，對白裡角色講的是「八婆」，但到字幕上卻變成了「三八」，但這兩詞彙的意思不盡相同。

## 參看
- 八婆
- 国际妇女节